# Sabina Welser
Sabina Welser (16. Jahrhundert) war die Autorin eines deutschsprachigen Kochbuchs.

## Leben
Über Sabina Welser sind anscheinend keine genauen Daten bekannt mit Ausnahme des Jahres 1553, das sie selbst in der kurzen Einleitung ihrer Rezeptsammlung angibt. Die Welser gehörten zu den Augsburger und Nürnberger Patrizierfamilien von Großkaufleuten und sind in der ehemals freien Reichsstadt Augsburg seit 1246 nachweisbar. Sabina Welser könnte sowohl die Tochter von Ulrich Welser und 1532 geboren worden sein, 1550 den Augsburger Conrad Voehlin geheiratet haben und wäre dann 1599 in Memmingen gestorben.
Als zweite Möglichkeit nennt Klaus Dürrschmid an gleicher Stelle die 1515 geborene Tochter von Anton Welser und Felicitas Baumgärtner, die 1535 den Nürnberger Leonhard Hirsvogel heiratete, von dem sie 1539 geschieden wurde und die 1576 starb.

## Werke
Die Rezeptsammlung der Sabina Welser wurde 1980 von Hugo Stopp unter dem Titel Das Kochbuch der Sabina Welserin im Original und in der neuhochdeutschen Übersetzung veröffentlicht.